# 沙地龙属
沙地龙（属名：Harenadraco，意为“黄沙之龙”）是伤齿龙科兽脚类恐龙已灭绝的一个属，化石发现于蒙古晚白垩世西戈约特组。属下包括单一物种首位沙地龙（H. prima），所知于一具破碎骨骼。沙地龙代表西戈约特组发现的第一种伤齿龙科。鉴于耐梅盖特组、德加多克塔组等层亦存在该科成员，本属的发现表明伤齿龙科是耐梅盖特盆地众地层重要的动物群组分。

## 发现与命名

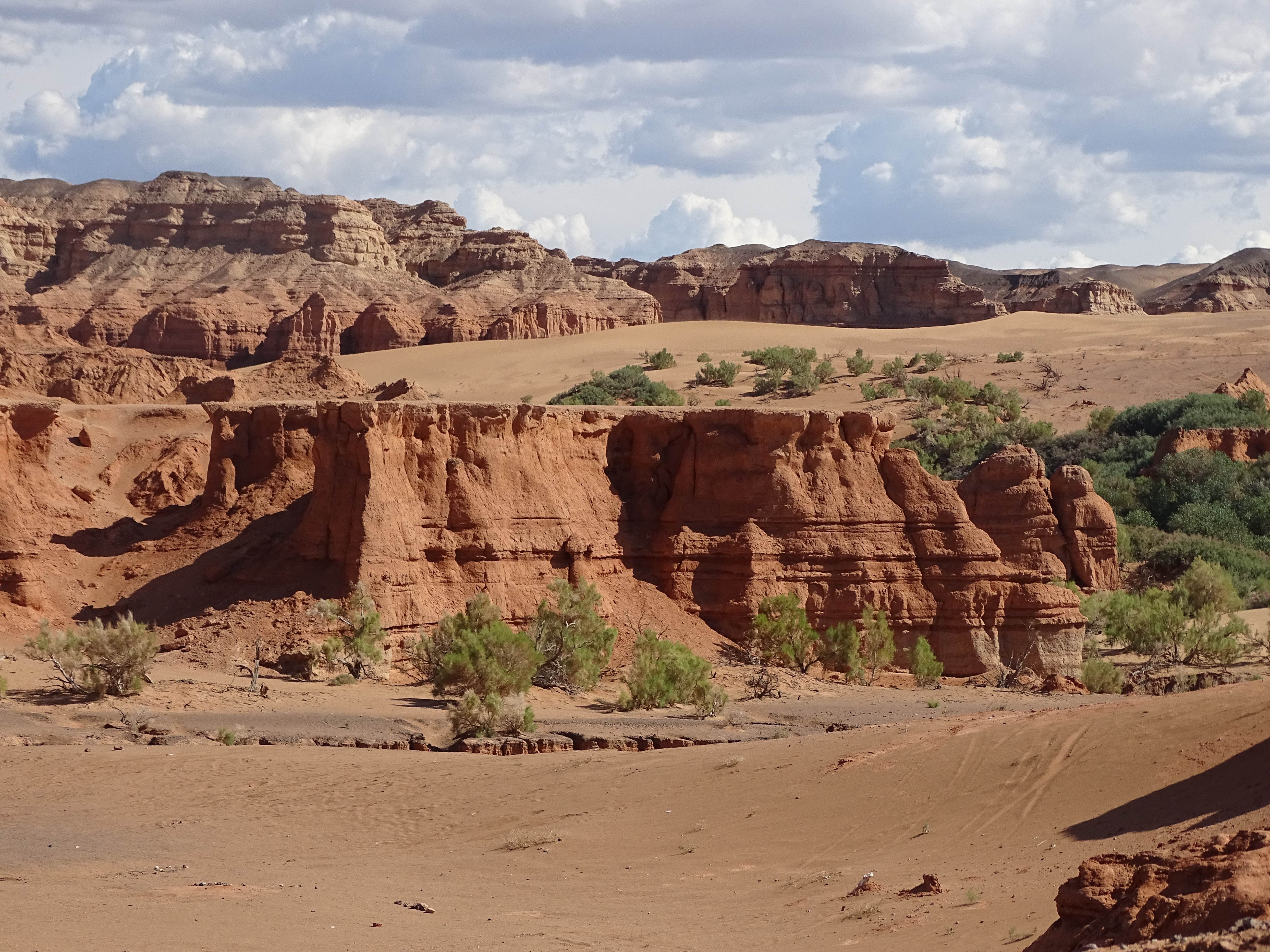
出土过沙地龙正模标本及众多其它恐龙的西戈约特组（赫明察夫地）露头

沙地龙正模标本MPC-D 110/119于2018年在蒙古南戈壁省西戈约特组（赫明察夫地）的沉积物中发现。该标本电一具破碎的关节半连接骨骼组成，包括右髂骨碎片、右股骨末端及股骨顶部、胫跗骨末端、第二至第四节跖骨和数节趾骨等左腿骨骼。一些未鉴定的骨骼碎片亦与该骨骼相关联。
2024年，李等人根据此化石遗骸描述了伤齿龙科兽脚类新属新种首位沙地龙（Harenadraco prima）。属名Harenadraco组合拉丁语词汇harena（沙）及draco（龙）。种名prima在拉丁语中意为“第一个”，指本属是该地层中发现的首个伤齿龙科。

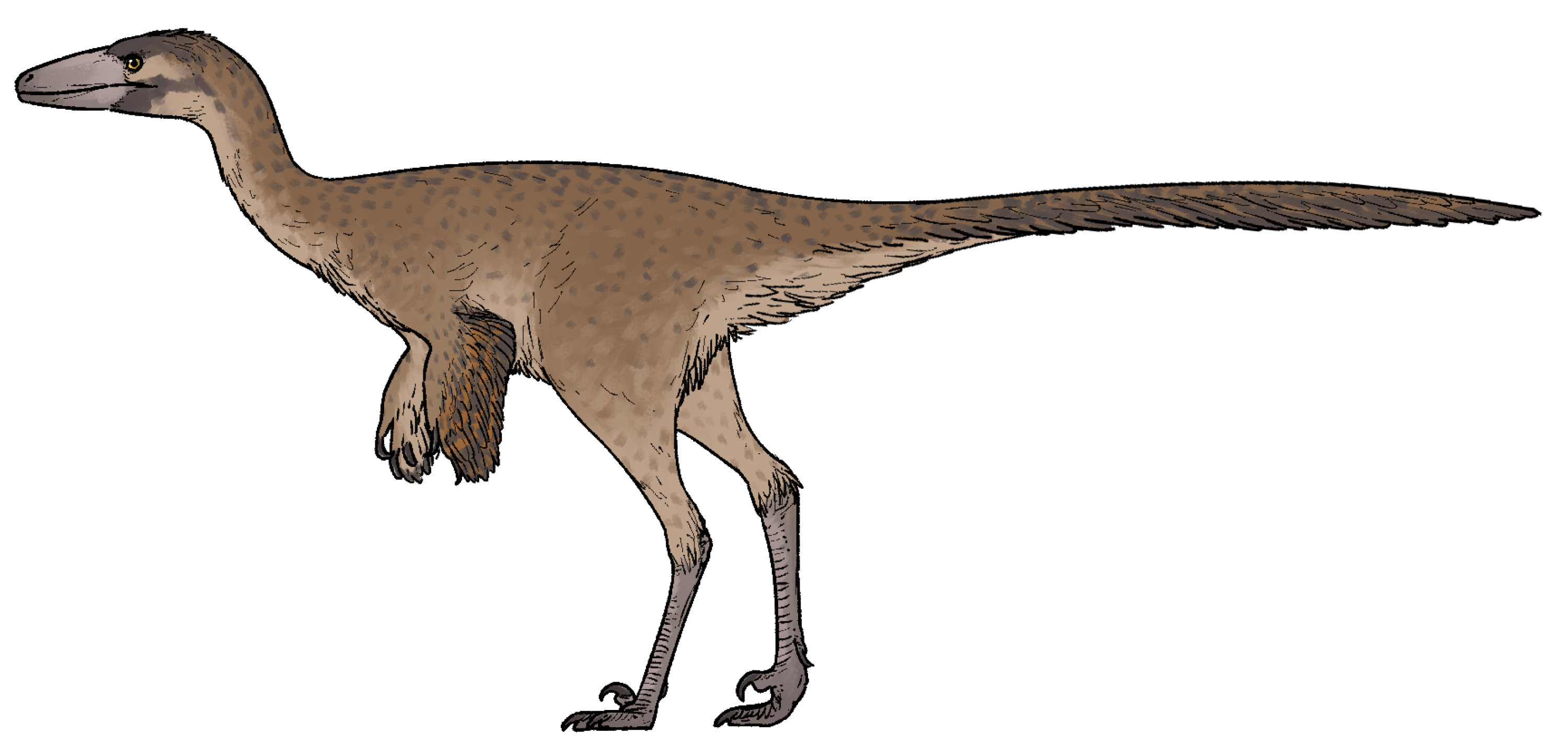
复原图

## 古生态学
沙地龙发现于西戈约特组的赫明察夫地（Hermiin Tsav locality），此地以其丰富的恐龙遗骸而闻名。根据地层学及化石组成，虽辐射定年尚未确认，但一般认为该地层的年龄为晚白垩世（可能是坎帕阶晚期）。

### 古环境
西戈约特组主要以红色岩层为特征，拥有许多胶结良好的浅色砂岩（黄色、灰标色及部分红色）。一些砂质粘土岩（通常为红色）、粉砂岩、砾岩及交错层理的砂岩也很常见。地层的地质构造表明，沉积物很可能是在相对干旱至半干旱气候中沉积于冲积平原（由高地河流沉积的沉积物组成的平地）、湖泊及风蚀古环境中，其中偶尔出现短期水体。

### 同时期生物群
西戈约特组合层已发现大量脊椎动物化石遗骸。最值得注意的是，其中恐龙数量最多，且已有许多物种被描述。兽脚亚目的手盗龙类尤为常见，包括驰龙科（胡山足龙、作明龙、泳猎龙和吉祥天母龙）、偷蛋龙类（窃螺龙、河源龙及耐梅盖特母龙）、阿瓦拉慈龙科（角爪龙、枪蛇爪龙、胡山尾龙、蛋龙及小驰龙）、及鸟类（戈壁雏鸟、戈壁鸟及霍兰鸟）。值得注意的是，沙地龙是该地层发现的首个伤齿龙科，尽管蒙古耐梅盖特盆地的其它两个同时期层位——耐梅盖特组与德加多克塔组均保存有多种伤齿龙科分类单元。
还出土了几种非兽脚类恐龙，包括泰坦巨龙类蜥脚下目（非凡龙）、甲龙科（美甲龙、多智龙及齐亚甲龙）、原角龙科（弱角龙及矮脚角龙）、及一种厚头龙科（膨头龙）。
该地层的非恐龙动物包括几种化石鱼类、两栖类、龟鳖类及多种蜥蜴和哺乳动物（包括德加多克塔兽科、真兽下纲、多瘤齿兽目及三楔齿兽类）。